# محمد ضمرة
محمد عبد المعطي عبد الرحمن ضمرة (1947) شاعر فلسطيني - أردني. ولد في مجدل الصادق. مجاز في اللغة العربية من جامعة بيروت العربية 1976. عمل في وزارة التربية مدّة عشرين عامًا ثم أحيل إلى التقاعد. له العديد من الدواوين الشعرية كما أصدر عدة كتب للفتيان، وكذلك دراسات أدبية منوّعة وكتب مشتركة.

## سيرته
ولد محمد عبد المعطي عبد الرحمن ضمرة في مجدل الصادق/مجدل يابا في الرملة بفلسطين سنة 1947. أنهى دراسته الثانوية في رام الله ثم التحق بمعهد المعلمين في حوارة بإربد فحصل على دبلوم سنة 1969، وحصل على ليسانس في اللغة العربية من جامعة بيروت العربية 1976. حصل أيضًا على دبلوم الدراسات العليا لسنة واحدة من الجامعة الأردنية.

دخل في الصحافة وعمل محرراً في جريدة الصباح الأردنية سنة 1972، كما عمل معلماً ومديراً لعدد من المدارس الإعدادية والثانوية في محافظة الزرقاء.

نشرت أول قصيدة له في صحيفة الجهاد في القدس عام 1964، وهو طالب في مدرسة رام الله الثانوية، وواصل مهنته الأدبية ونشر نظمه ومقالاته في الصحف العربية وهو عضو رابطة الكتاب الأردنيين، واتحاد الكتاب العرب، واتحاد الكتاب الفلسطينيين، ورابطة الأدب الإسلامي. شارك في العديد من المؤتمرات والمهرجانات العربية والمحلية. حصل على درع أمانة عمان للثقافة والإبداع.

## مؤلفاته
من دواوينه الشعرية:
- قافلة الليل المحروق، 1972
- أحاول أن ابتسم، 1978
- أقمار بيروت، 1983
- وجع النيل، 1986
- كأنه فرحي، 1999
- عرس الروح ، 2000
- خريف المسافات، 2002
- مكانة المكان، 2009

من مجموعاته الشعرية للأطفال والفتيان:
- القدس أرض السماء، 2001
- طريق الكرامة، 2001
- دعاء الغريب، 2001
- أشواق، 2002
- بستان، 2002
- خيوط الأمل، 2002
- مصابيح الحياة، 2002
- لوحات الفصول، 2002
- أغرقني التراب ، 2002
- عناوين الجذور، 2002
- عجائب الأمم، 2003
- الأيام الخضر، 2003
- رب العالمين، 2003
- جسر النجاة، 2003
- فجر جديد، 2015

## وصلات خارجية
- في موقع أرشيف المجلات